# Май Тай
 Тази статия е за коктейла.  За музикалната група вижте Май Тай (група).  
Май Тай е алкохолен коктейл, с основа на ром, кюрасо, бадемов сироп и сок от лайм.
Международната барманска асоциация го окачествява като „съвременна класика“ и го класифицира като лонг дринк. „Майтай“ (Maita'i) на таитянски означава „добро“, но името на коктейла обикновено се изписва като две думи.

## История
Виктор Бергерон претендира, че е открил Май Тай през 1944 г. в ресторанта си, Trader Vic's, Калифорния. Съперникът на Виктор, Дон Бийч, твърди, че е открил коктейла през 1933 г. в тогавашния си нов ресторант в Холивуд. Рецептата на Дон е по-сложна от тази на Виктор и има различен вкус.
Историята на Trader Vic's разказва, че Виктор Вергерон създал коктейла един следобед за приятели, дошли от Таити. Един от приятелите му го вкусил и възкликнал „Maita'i roa ae!“ (букв. „много добро!“), откъдето се родило и името.
През 1953 г. компанията Matson Navigation Company упълномощава Виктор да създаде напитка за новия им хотел на Хаваите. Тогава Виктор прави нова вариация на Май Тай, като включва сок от ананас.

## Рецепта
Съществуват много вариации на Май Тай. Традиционно се приготвя така:
Класически Май Тай

20 ml отлежал бял ром

25 ml тъмен ром

15 ml бадемов сироп

15 ml Трипъл сек

30 ml сок от лайм

Съставките се разклащат в шейкър. Сервира се във висока чаша, с разбит лед, украсен и със сламка.

## Култура
Май Тай е много популярен коктейл през 1950-те и 1960-те години и много ресторанти, особено тези с полинезийски стил, го сервират. Коктейлът намира видно място във филма с Елвис Пресли „Сини Хаваи“. Днес коктейлът неизбежно се асоциира с полинезийската култура.